# Herbertus juniperoideus
Herbertus juniperoideus là một loài rêu tản trong họ Herbertaceae. Loài này được (Sw.) Grolle miêu tả khoa học lần đầu tiên năm 1961.